# Orcya ahola
Orcya ahola är en fjärilsart som beskrevs av William Chapman Hewitson 1867. Orcya ahola ingår i släktet Orcya och familjen juvelvingar. Inga underarter finns listade i Catalogue of Life.